# Julia Grosso
Julia Angela Grosso, född 29 augusti 2000 i Vancouver i British Columbia, är en kanadensisk fotbollsspelare.
Hon blev olympisk guldmedaljör i fotboll vid sommarspelen 2020 i Tokyo.